# Karen Vénica
Karen Noelia Vénica (Guadalupe Norte, Santa Fe, Argentina; 25 de enero de 1992) es una futbolista argentina. Juega de mediocampista en San Lorenzo de Almagro de la Primera División Femenina de Argentina. .

## Trayectoria

### Inicios
Dio sus primeros pasos en el fútbol jugando en el club Guadalupe Norte, Club Futuro y Universidad Nacional del Litoral, todos de la provincia de Santa Fe.

### UAI Urquiza
En 2013, el entonces técnico del conjunto de Villa Lynch, Diego Guacci, le ofreció ir a Buenos Aires a cambio de un departamento donde vivir, una beca y viáticos, hasta el año 2020 formó parte de Las Guerreras de la primera división femenina y ganó 4 campeonatos (2014, 2016, 2017/18 y 2018/19) también disputó 4 veces la Copa Libertadores (2015, 2016, 2018 y 2019) y en la edición 2015 logró el tercer puesto.

### Córdoba Club de Fútbol
En el año 2020 ficha por el conjunto blanquiverde junto con su compatriota Sofía Schell, para disputar la temporada 2020/2021 de la segunda división femenina de España.

### River Plate
El 17 de agosto de 2021 se hace oficial su llegada al Millonario. Su debut se produjo el 30 de agosto de ese mismo año ante Rosario Central, ingresando a los 28 minutos del segundo tiempo, por la tercera fecha del Torneo Clausura. En diciembre de 2022 anuncia su partida del club en sus redes personales oficiales.

### San Lorenzo
En enero de 2023 se confirma su llegada a Las Santitas, con un contrato hasta diciembre de 2023.

## Selección nacional
Representó a la albiceleste en la Copa América Femenina de 2014 (consiguiendo el cuarto puesto) y los Juegos Panamericanos Toronto 2015. En 2008 fue parte de la preselección para jugar el Campeonato Sudamericano Femenino Sub-20 de Brasil, aunque no quedó en la lista final.

## Estadísticas

### Clubes
| Club        | Liga                        | País      | Año             |
| ----------- | --------------------------- | --------- | --------------- |
| UAI Urquiza | Primera División A          | Argentina | 2013 - 2020     |
| Córdoba CF  | Primera Federación Femenina | España    | 2020 - 2021     |
| River Plate | Primera División A          | Argentina | 2021 - 2022     |
| San Lorenzo | Primera División A          | Argentina | 2023 - presente |

## Palmarés

### Títulos nacionales
| Título                               | Club        | País      | Año  |
| ------------------------------------ | ----------- | --------- | ---- |
| Torneo Final 2014                    | UAI Urquiza | Argentina | 2014 |
| Primera División A 2016              | UAI Urquiza | Argentina | 2016 |
| Primera División A 2017-18           | UAI Urquiza | Argentina | 2018 |
| Primera División A 2018-19           | UAI Urquiza | Argentina | 2019 |
| Copa Federal de Fútbol Femenino 2022 | River Plate | Argentina | 2022 |

## Vida personal
Es hincha de River Plate. Comenzó jugando a los 10 años luego de insistir a su hermano mayor (Emanuel) para que la dejara jugar un partido callejero en su pueblo natal de Guadalupe Norte. Es estudiante de periodismo.